# Villafranca in Lunigiana
Villafranca in Lunigiana es una localidad italiana de la provincia de Massa-Carrara, región de Toscana, con 4.819 habitantes.

Ubicación de la ciudad de Villafranca in Lunigiana dentro de la provincia de Massa-Carrara.

## Evolución demográfica
| Gráfica de evolución demográfica de Villafranca in Lunigiana entre 1861 y 2001 |
|                                                                                |
| Fuente ISTAT - Elaboración gráfica por parte de Wikipedia                      |